# Aspila interjacens
Aspila interjacens là một loài bướm đêm trong họ Noctuidae.